# Marie Claire
Pour les articles homonymes, voir Marie Claire (homonymie).
Marie Claire est un magazine féminin mensuel français créé en mars 1937 et édité par la société Marie Claire Album à Issy-les-Moulineaux. Le titre a fait l'objet d'adaptation sous licence aux États-Unis et au Royaume-Uni (en anglais).

## Historique

### Création (1937)
Marie-Claire (avec trait d'union à l'origine) est créé par Jean Prouvost et Marcelle Auclair en 1937 sous forme d'hebdomadaire. L'idée vient de Marcelle Auclair, lorsque journaliste à Marianne, elle souhaite développer mode et beauté. Jean Prouvost, qui ne veut pas que Gaston Gallimard investisse dans ce nouveau magazine, adopte et finance l'idée. Le nom du magazine pourrait venir du roman Marie-Claire, de Marguerite Audoux. Sa parution, orientée vers un lectorat bourgeois et grand public, sans chercher à concurrencer l'élitiste Vogue, renouvelle la presse féminine de l'entre-deux-guerres ; celle-ci est alors plus populaire et largement faite de romans-feuilletons et de magazines pratiques. Marie Claire met en couverture des jeunes femmes souriantes à la place des traditionnels patrons de couture : le sourire devient une règle pour le contenu. Lancé le 3 mars avec comme signature « L'hebdomadaire de la femme tel qu'il n'a jamais été réalisé », le nouveau magazine rencontre le succès immédiatement. Emmanuel Berl, qui vient de quitter Marianne, fait partie des premiers écrivains recrutés et Colette rédige l'éditorial et plusieurs articles du numéro 100 en 1939,.
Alors que le Journal de Mickey, fondé en 1934, était devenu rapidement le premier magazine pour la jeunesse avec 500 000 exemplaires, il est largement devancé, sur un marché plus large (et une cible qui n'a rien à voir), par Marie-Claire, qui tire déjà à 800 000 exemplaires dès 1938, un an après sa création et revendique la place de « premier hebdomadaire français toutes catégories confondues ». Juste avant la Seconde Guerre mondiale, Marie Claire tire chaque semaine jusqu'à 900 000 exemplaires.

### Occupation (1940-1944)
Après la défaite française de mai - juin 1940, la parution du magazine, comme de la plupart des titres de presse français, est suspendue en 1940 ; mais entre février 1940 et mai 1941, la rédaction de la revue passe à Clermont-Ferrand, à Bordeaux puis à Lyon, sous la direction de Philippe Boegner, rejoignant dans la ville du Rhône les équipes de Paris-Soir et Sept-Jours. Marie Claire est diffusé en zone libre. Les numéros ont 16 pages, avec une parution tous les dix jours jusqu'en août 1944, numéro 317). Le passé de Jean Prouvost, éphémère ministre de l'Information dans le gouvernement de Paul Reynaud (5 - 16 juin 1940), puis haut-commissaire à la Propagande dans le gouvernement Pétain (19 juin - 10 juillet 1940), ne plaide pas en faveur du magazine.
Après la guerre, bien qu'arrêté, le magazine féminin reste un « modèle de référence » pour tous les nouveaux titres apparaissant à cette époque : Marie France (1944), Claudine (mai 1945) ou Elle (septembre 1945).

### Relance (1954)

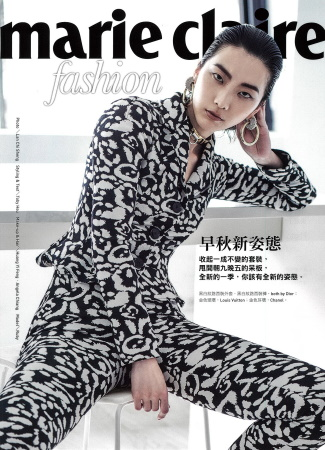
Couverture de l'édition chinoise.

Relancé par Jean Prouvost, le magazine ne réapparaît qu'en 1954, sous forme de mensuel. Il est sous la direction, durant dix ans, de Marcel Haedrich. Françoise Prévost (fille de Jean) ou plus tard Marcelle Auclair, présente lors de la création en 1937, participent à la nouvelle version. La maquette s'épure et le style est renouvelé, bien que la ligne éditoriale de Jean Prouvost soit toujours respectée. « Marie Claire réapparait ! Un mensuel de luxe pour tout le monde » clame la publicité de l'époque. La cible de lectorat est « jolie, coquette, mariée, vingt-cinq ans, deux enfants » tel que le précise Jean Prouvost. Le premier numéro, d'après guerre en octobre 1954, fait 140 pages et se voit tiré à un demi-million d'exemplaires ; c'est un succès, tout est vendu en trois jours. La mode reste très présente mais le magazine traite de « tous les sujets qui touchent à la vie des femmes ». Christine de Rivoyre est directrice littéraire, permettant au magazine de publier des textes de Louise de Vilmorin, François Nourissier ou Félicien Marceau.
Dans une société alors très conservatrice, Marie Claire se fait l'écho de l'émancipation grandissante des femmes à l'aube des années 1960 et du Youthquake. Quelques années plus tard, Marie Claire reflète dans ses pages la révolution du prêt-à-porter qui envahit la France, les yéyés, mais aussi toujours la haute couture,. Post mai 68, le journal est tiraillé entre l'image idéale de la femme qu'il véhicule et les forts mouvements féministes ; il laisse alors la place aux deux. Dans les années 1970, le magazine évolue graphiquement, invente, de façon parfois surprenante. Après le départ à la retraite de Jean Prouvost en 1976, sa petite-fille Évelyne prend la direction du titre, puis cède la place en 2004 à son fils Arnaud de Contades. Mais Marie Claire ne peut étendre indéfiniment ses pages « mode » et, au tout début des années 1980, un hors-série intitulé Marie Claire bis, plus spécialisé et plus pointu, voit le jour ; publié deux fois par an, il dure quinze années. Peu après, Marie Claire s'internationalise sous l'impulsion d'Évelyne Prouvost.
En 1994, Marie Claire fonde, avec de multiples partenaires de premier plan, l'association « Le cancer du sein, parlons-en ! » qui a pour but de sensibiliser le public sur le cancer du sein et promouvoir son dépistage. L'association change de nom pour « Ruban rose » en 2024.

## Contenu rédactionnel
Dès le départ, le principe de Marie Claire reste « de divertir les lectrices mais plus encore de les informer. » Le magazine contient différentes rubriques sur la mode, le tourisme, le cinéma, la littérature, la musique, les spectacles et les expositions, les cosmétiques, des portraits de stars et de personnes connues en France et dans le monde, des conseils pour être en forme, des conseils sur la vie en couple, des recettes de cuisine, des nouveaux produits alimentaires et des accessoires pour la cuisine, un jeu-test et un horoscope.
Le magazine a été souvent pris en exemple pour les analyses de contenu médiatiques, offrant un sujet d'étude sur la corrélation entre les pages publicitaires (cosmétiques, parapharmacie, parfums, livres, voyages…) et le contenu rédactionnel. Sa ligne éditoriale se distinguait nettement, par exemple, de celle de son concurrent Femme pratique, plus orientée sur les conseils de maison, cuisine, jardinage et loisirs actifs. Le magazine Elle conjuguait ces deux approches en y ajoutant une composante importante consacrée à la mode.

## Rédaction
Depuis mars 1999, la directrice de la rédaction est Tina Kieffer, journaliste, ancienne animatrice de télévision (dont l'émission Frou-frou sur France 2) et ex-rédactrice en chef du magazine féminin DS (groupe Ayache). Catherine Durand est rédactrice en chef adjointe. Marie-Noëlle Demay est rédactrice en chef du service mode. En 2006, la rédaction ne compte plus que sept journalistes salariés, l'essentiel du contenu rédactionnel étant fourni par des pigistes. Entre 1999 et 2006, six rédactrices en chef se sont succédé sous les ordres de Tina Kieffer (dont Lydia Bacrie, Dominique de Saint Pern, Béatrix de L'Aulnoit et Yseult Williams).